# Disco fizz
Disco Fizz è un album degli Azoto, pubblicato nel 1979 dalla Vedette Records.

## Tracce
Lato A
1. Fire Fly - 5:18
2. Anytime Or Place - 6:14
3. Soft Emotion - 5:39

Lato B
1. San Salvador - 6:57
2. Exalt-Exalt - 7:49

## Formazione
- Beppe Cantarelli - arrangiatore
- Julie Scott - paroliere
- Celso Valli - producer e musiche
- Enzo Maffione - Tecnico del suono, regista